# Pyrus carolinensis
Pyrus carolinensis là loài thực vật có hoa trong họ Hoa hồng. Loài này được (Ashe) Ashe miêu tả khoa học đầu tiên năm 1918.